# Walter Hauser
Walter Hauser (1 de Maio de 1837 — 22 de outubro de 1902) foi um político da Suíça.
Ele foi eleito para o Conselho Federal suíço em 13 de Dezembro de 1888 e terminou o mandato a 22 de Outubro de 1902.
Walter Hauser foi Presidente da Confederação suíça em 1892.